# Bandaromimus australis
Bandaromimus australis är en insektsart som beskrevs av Rauno E. Linnavuori 1959. Bandaromimus australis ingår i släktet Bandaromimus och familjen dvärgstritar. Inga underarter finns listade i Catalogue of Life.